# Q.E.D.

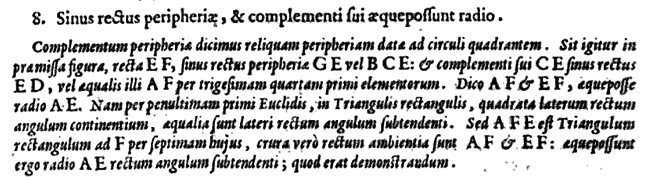

Q.E.D.는 라틴어 문장 "Quod erat demonstrandum"의 약자이다. 이것은 유클리드와 아르키메데스가 자주 쓰던 그리스어 문장 "ὅπερ ἔδει δεῖξαι" (hóper édei deĩxai)를 라틴어로 옮긴 것으로, 직역하면 "이것이 보여져야 할 것이었다"가 된다. 이 약자는 수학에서 증명을 마칠 때 자주 사용된다.

## 현재의 사용
현재는 증명의 마지막에 ■ (검은 네모 상자)를 붙인다. □ (흰 네모 상자)를 사용하는 경우도 있다.
유니코드 문자 중에는 "증명 종료" 문자로 ∎ (U+220E)가 있다. 하지만 검은 네모 상자 ■ (U+25A0)와 ‣ (U+2023)으로도 사용할 수 있다.

## 약자의 다른 표현
영어권에서는 Q.E.D.를 "Quite Easily Done", "Quite Eloquently Done", 또는 농담으로 "Quite Enough Done", "Quite Elegantly Done", "Question Every Detail", "Question Every Deduction" 등의 약자로 쓰기도 한다.
"Quod erat faciendum" (이렇게 되었다)의 약자로, Q.E.F.를 사용하기도 하지만, Q.E.D. 가 더 많이 쓰인다. Q.E.D.와 Q.E.F.는 "hoper edei poiēsai"라는 그리스어를 라틴어로 번역한 결과이다.
또는, "Which Was What We Wanted."의 약자로 WWWWW, {\displaystyle W^{5}}를 사용하기도 한다.

## 같이 보기
- 아 프리오리와 아 포스테리오리
- 귀류법